# 瑪蒂達 (小說)
《玛蒂尔达》（英語：Matilda）是由英国作家罗尔德·达尔创作、昆汀·布莱克插画的儿童奇幻小说。它于1988年由乔纳森·卡佩出版社出版。故事讲述玛蒂尔达·沃姆伍德，一位因被父母冷落而早熟的孩子，在专横的川奇布尔女校长治理下的学校裡的经历。
该书被多次改编；其衍生作品包括女演员凯特·温斯蕾的有声书、丹尼·德维托1996年自导自演的电影、BBC广播四台的节目以及2010年在伦敦西区、纽约百老汇与世界各地上映的一部音乐剧。一部由音乐剧改编的电影已于2022年圣诞节上映。

## 情节梗概
玛蒂尔达·沃姆伍德出生在白金汉郡的一个小村庄。她立即表现出惊人的早慧：一岁时学会说话，三岁半时学会阅读，四岁又三个月大时读完了图书馆所有的儿童读物，并开始阅读更长的经典作品，如《远大前程》和《简·爱》。然而，她的父母与兄长麦克对她很不友善，经常动辄忽略羞辱，甚至完全不将她的需求当一回事。因为家庭的影响，玛蒂达开始寄情阅读，借着阅读报章书籍增长自己的知识，甚至还暗地向父母与兄长恶作剧以发泄她的情绪。
五岁半时，玛蒂尔达入学并以她的智力与温柔善良的老师珍妮弗·霍尼成为朋友。 霍尼老师试图将玛蒂尔达调到更高的班级，但专横的阿加莎·川奇布尔女校长拒绝了。霍尼老师还试图与沃姆伍德夫妇谈论他们女儿的智力，但被他们忽略了。玛蒂尔达母亲认为“聪明”不是小女孩可取的品质。
川奇布尔后来与一名叫阿曼达·思里普的女孩对峙，因为她留了辫马尾，并以她为链球在操场围栏上抛链球。一名叫布鲁斯·博特罗特的男孩偷吃了一块川奇布尔的蛋糕，于是她强迫他在众人面前吃一整个 18 英寸（45 厘米）宽的蛋糕，然后在他出人意料地成功后，在愤怒中将盘子砸在他头上。
玛蒂尔达很快与霍尼老师建立了特别亲密的关系，并目睹着川奇布尔故意用创造性的、过度的惩罚来恐吓她的学生以防止父母相信他们，比如把他们扔进一个被称为“The Chokey”的内衬钉子和碎玻璃的黑暗壁橱裡。当玛蒂尔达的朋友拉凡徳在川奇布尔的水壶里放了一条蝾螈来恶作剧时，玛蒂尔达受到了校长的冤枉。盛怒之下，她使用意外的念力将装有蝾螈的玻璃杯倒在川奇布尔身上。
玛蒂尔达向霍尼小姐揭示她的新力量。霍尼吐露在她富有的父亲马格纳斯·霍尼博士可疑地去世后，她是由虐待她的川奇布尔姑妈抚养长大的。 川奇布尔扣留了她侄女的遗产，使霍尼老师在她教学生涯的头 10 年里得将工资一直存入川奇布尔的银行账户，生活贫困，每周零花钱为 1 英镑，住在一个废弃的农舍里远离她。为准备为霍尼报仇，玛蒂尔达在家里练习她的念力。
川奇布尔虐待性地检查霍尼老师班级的进度。在川奇布尔小姐虐待性教授的课中，玛蒂尔达用念力通过粉笔在黑板上写字，冒充马格纳斯·霍尼的灵魂，要求川奇布尔小姐交出霍尼小姐的房子和工资并离开学校，导致特朗奇布尔小姐昏倒。
第二天，学校的副校长特里尔比先生去川奇布尔的房子，发现里面只有川 奇布尔匆忙离开的迹象。她再也没有出现过。第三天，霍尼小姐收到一封来自当地律师事务所的信，告诉她她父亲的房子和一生的积蓄继承给了她。特里尔比成为新校长后证明了自己的能力和好脾气，压倒性地改善了学校的氛围和课程，并迅速将玛蒂尔达带入了 11 岁学生的一流班级。玛蒂尔达很快发现自己的念力消失了，令她松一口气。 霍尼老师猜想这是因为玛蒂尔达将她的脑力用于更具挑战性的课程，从而减少了她大脑可用的巨大能量。
玛蒂尔达定期去她家拜访霍尼老师。有一天玛蒂尔达回到家，发现她的家人正在匆匆收拾行李前往西班牙，因为警方发现她的父亲一直在出售偷来的汽车。玛蒂尔达请求允许与霍尼老师同住。她的父母心不在焉地同意了。玛蒂尔达的家人开着车仓皇逃跑，再也没有露过面。

## 评价
全球销量自2016年以来销量飙升，已达到1700万，超过了达尔的所有其他作品。 2003年，《玛蒂尔达》在大阅读，BBC对英国有史以来最畅销的 200 部小说的调查，中名列第 74 位。  在美国月刊《学校图书馆学报》2012 年发布的关于有史以来最好的儿童小说的调查中，《玛蒂尔达》名列第 30 位。  《时代》将《玛蒂尔达》列为有史以来 100 部最佳青少年读物之一。  2012 年，玛蒂尔达出现在皇家邮政纪念邮票上。 

## 原型
“卑鄙可恶”的普拉切特夫人是达尔儿时在卡迪夫经常光顾的糖果店的老板，启发了达尔创作特朗奇布尔小姐。玛蒂尔达父亲的原型是达尔家乡白金汉郡大米森登村的一个真实人物。 大米森登图书馆是菲尔普斯夫人图书馆的灵感来源。

## 改编

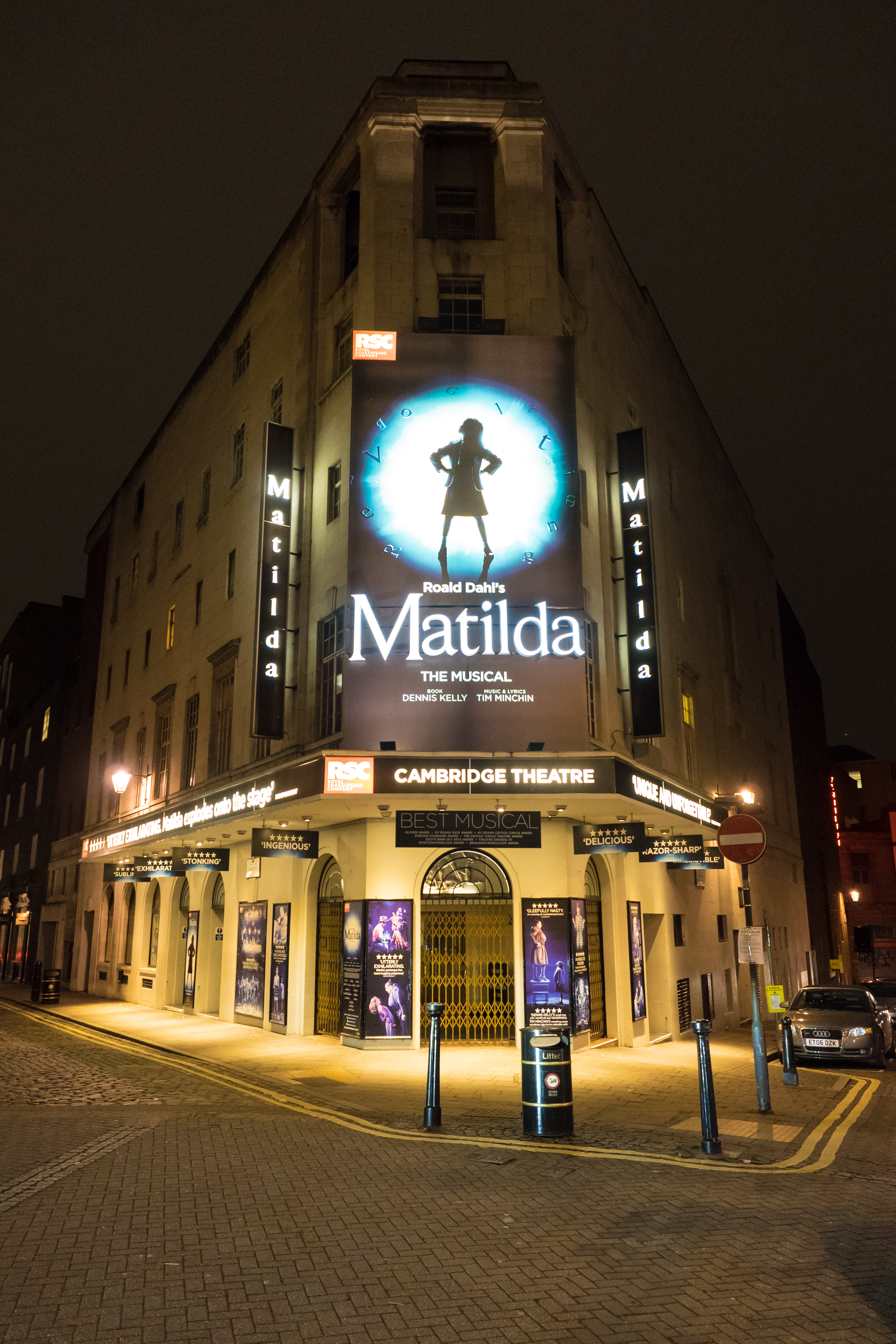
《玛蒂尔达音乐剧》自2011年11月起在伦敦西区的剑桥剧院上演

1996年，该小说被改编成丹尼·德维托导演的电影《玛蒂尔达》。这部电影将每个角色的背景和国籍（川奇布尔除外）从英国改为美国。虽然票房失败，它获得了一致好评。烂番茄根据22位评论家的评分为91%。 
英国女演员凯特·温斯莱特提供了玛蒂尔达的英文有声书。2014年，该有声书入围奥德赛奖。 

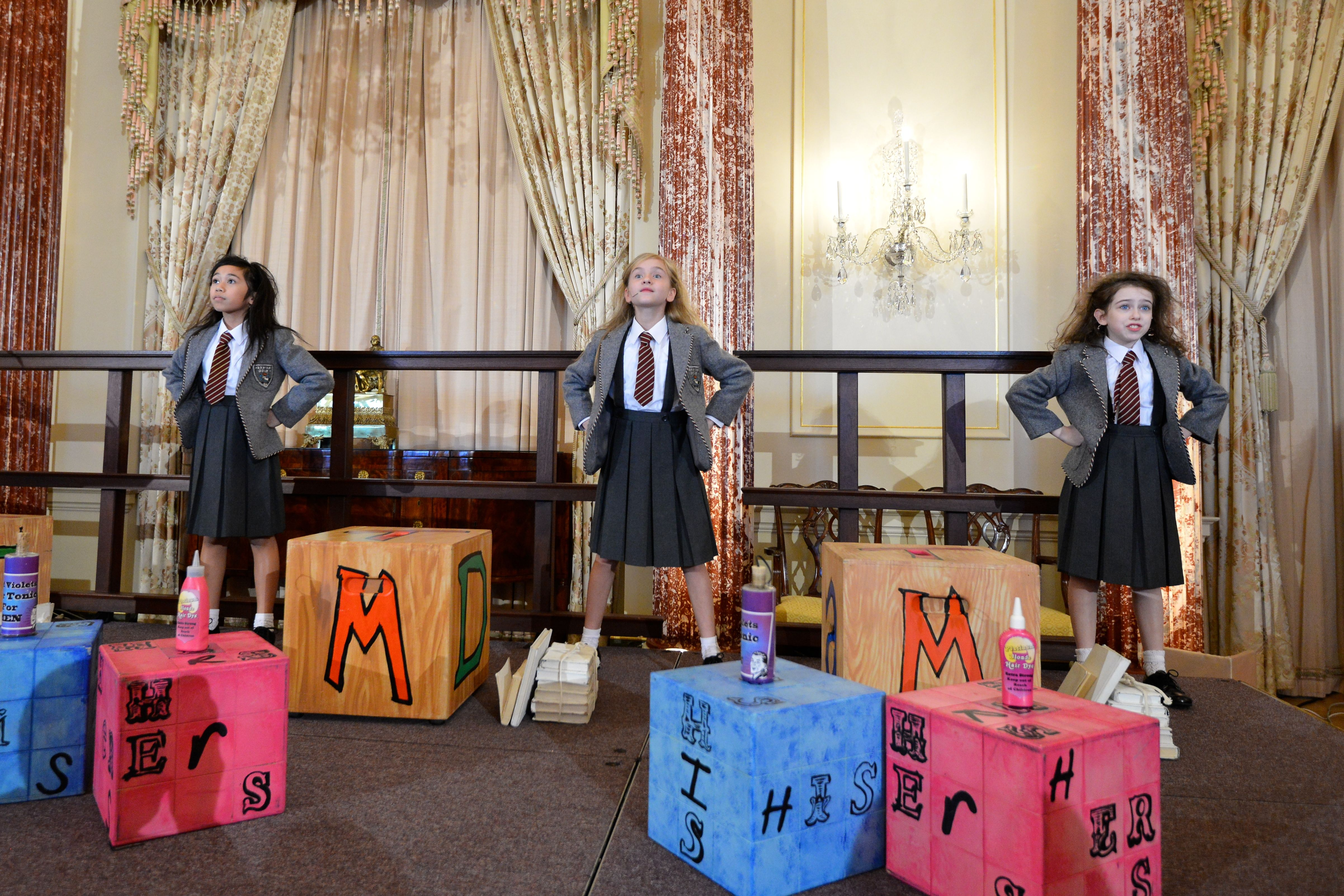
2015年12月，《玛蒂尔达音乐剧》的演员在美国国务院表演歌曲《Naughty》[淘气

1990 年，法纳姆的雷德格雷夫剧院将此作品改编成了音乐剧，由罗尼·罗宾逊改编，肯·霍华德和艾伦·布莱克利作曲，并在英国巡回演出。它由安娜贝尔·兰永饰演玛蒂尔达，乔纳森·林斯利饰演 川奇布尔小姐，并获得了褒贬不一的评价。
第二个音乐剧改编，《玛蒂尔达音乐剧》，由丹尼斯·凯利和蒂姆·明钦编剧，受皇家莎士比亚剧团委托，于2010年11月首演，于2011年11月24日在西区的剑桥剧院开幕，于2013年4月11日在百老汇舒伯特剧院开幕，于2015年7月在澳大利亚开幕。此音乐剧广受观众欢迎和评论家好评。2012年，此音乐剧赢得了七个奥利维尔奖，打破了纪录。
2009年12月，BBC广播四台的《经典连播》播出了由夏洛特·琼斯改编的小说的两部分，连尼·亨利饰演旁白，劳伦·莫特饰演玛蒂尔达，尼古拉·麦考利夫饰演川奇布尔老师，埃默拉尔德·奥汉拉汉饰演霍妮老师，克莱尔·拉什布鲁克饰演夫人沃姆伍德和约翰·比金斯饰演沃姆伍德先生。
2018年11月27日，Netflix表示将把罗尔德·达尔的一些书籍，包括《玛蒂尔达》，改编成一个动画系列。
索尼影业和Netflix于2022年发行了改编自《玛蒂尔达：音乐剧》的电影。它由阿丽莎·韦尔饰演玛蒂尔达，由埃玛·汤普森饰演川奇布尔，由马修·沃克斯执导。

### 30周年版
2018年10月，为庆祝该书出版30周年，此书的插画家昆丁·布雷克想象了玛蒂尔达作为一名成年女性可能会做的事情。他描绘了她作为探险家、天体物理学家、和大英图书馆员的一天。